# Martin-de-Viviès

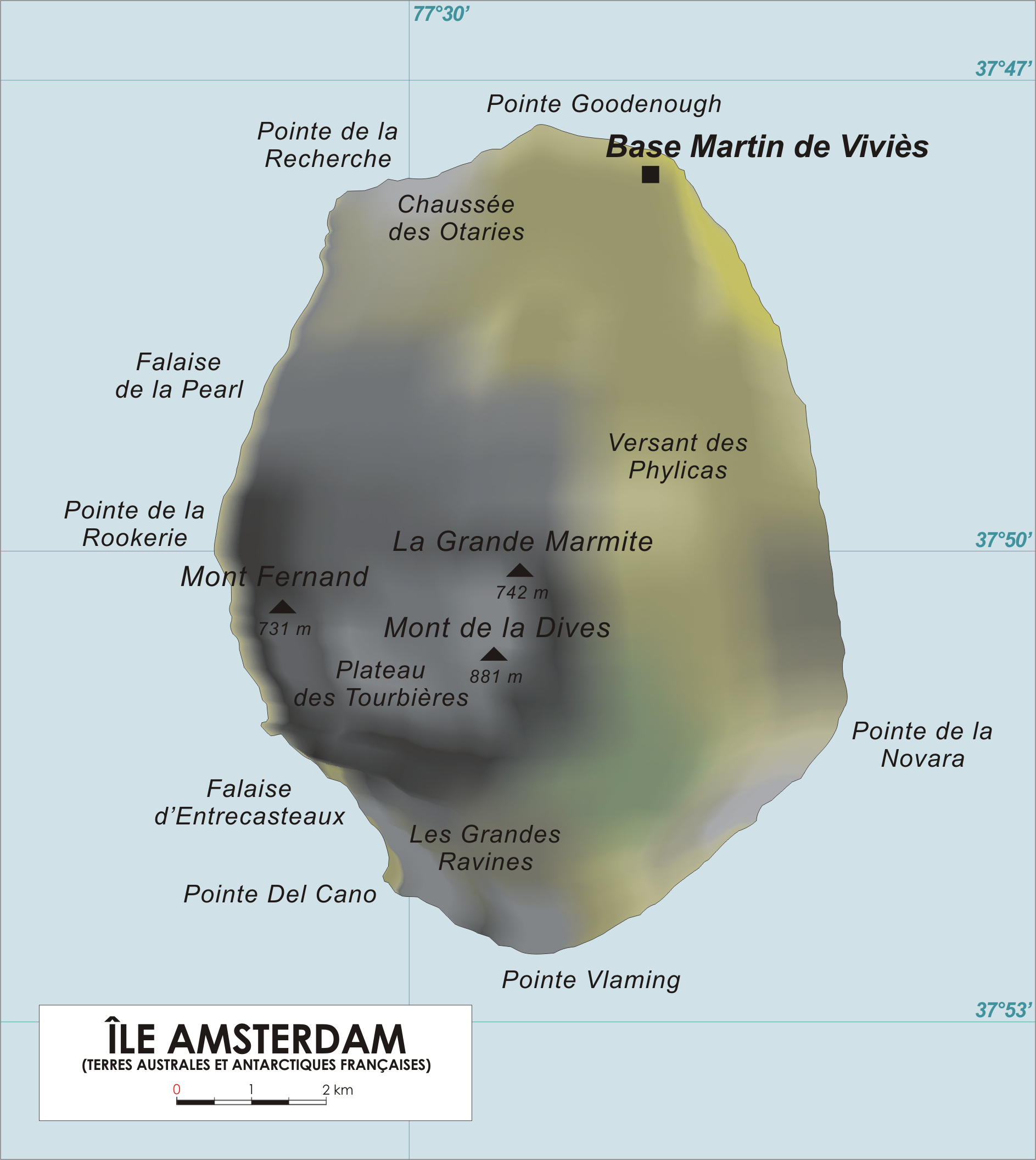
Posizione della base rispetto all'isola

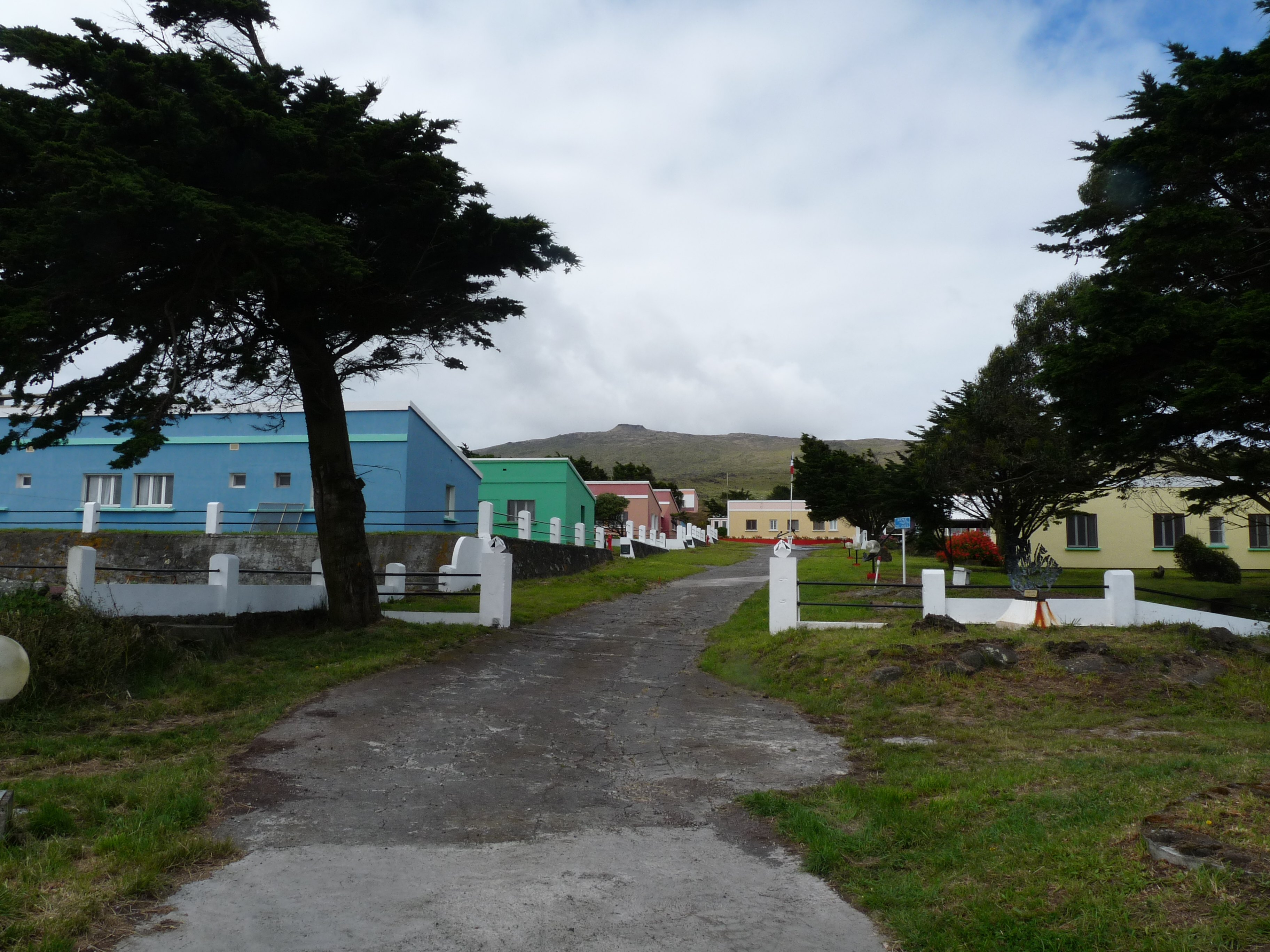
La base

La base Martin-de-Viviès è una stazione scientifica francese permanente, installata a partire dal 1949 sulla parte settentrionale dell'isola Amsterdam, nelle terre australi e antartiche francesi. Si tratta dell'unico luogo di insediamento umano del distretto Isole Saint Paul e Amsterdam.
La base è normalmente abitata da circa 20 a 35 scienziati, presenti a rotazione, secondo la stagione.
Denominata inizialmente Camp Heurtin, quindi, nel 1961, la Roche Godon, la base ha preso il nome di Paul de Martin de Viviès (Paul de Viviès) dopo la morte di quest'ultimo, nel 1972.
Oltre ai laboratori scientifici, sono presenti anche una stazione meteorologica ed una cappella.